# Dolphy

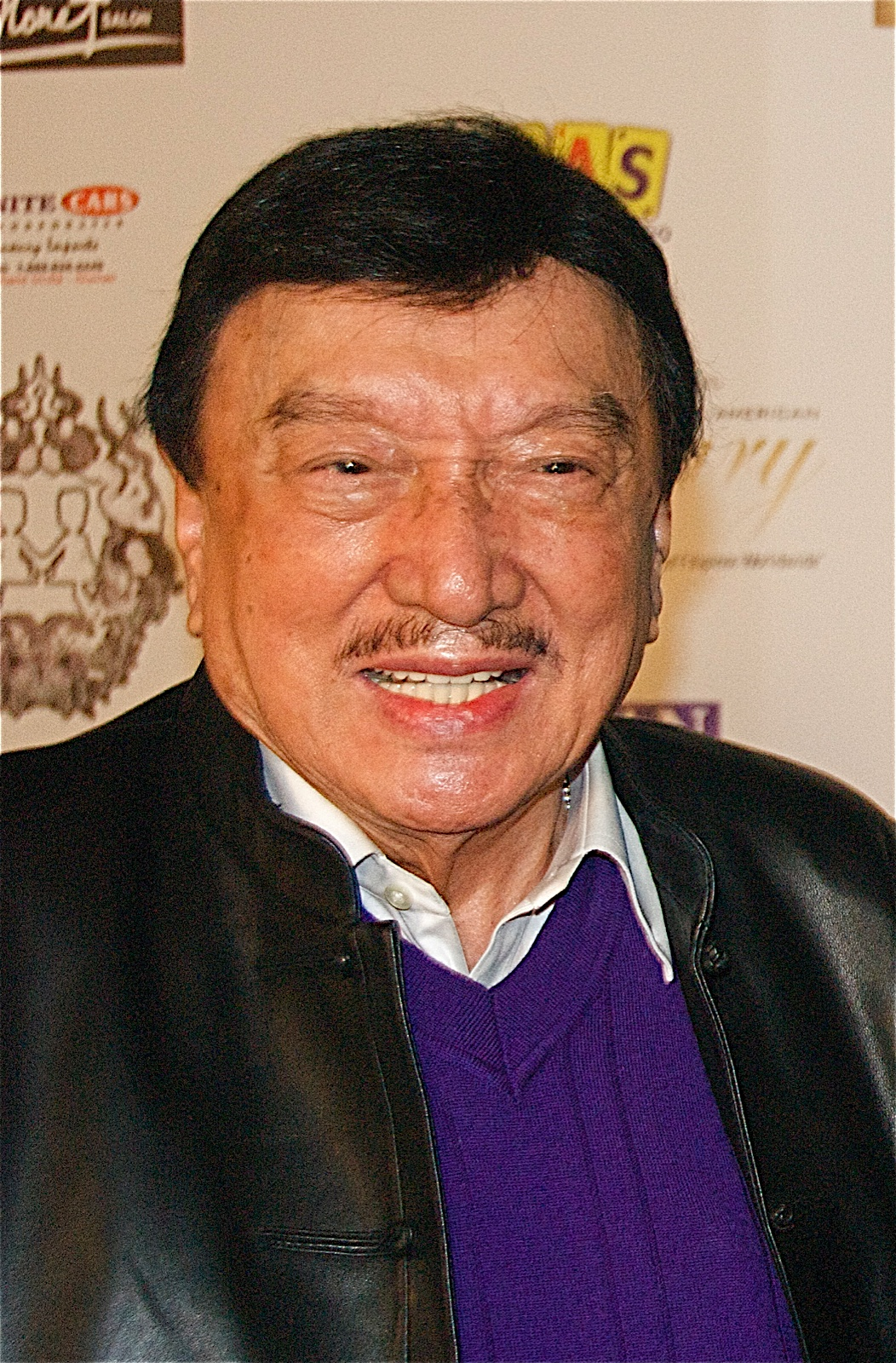
Dolphy (2008)

Dolphy (Manilla, 25 juli 1928 – Makati, 10 juli 2012), geboren als Rodolfo Quizon, was een Filipijns acteur en komiek. In zijn carrière van meer dan zes decennia speelde hij met name komische rollen. Hij staat in zijn vaderland dan ook bekend als de King of Comedy. Zijn meest bekende rol was die van John Purunton in de sitcom John En Marsha.

## Biografie
Dolphy werd in 1928 geboren in Tondo, Manilla als Rodolpho Quizon. Hij was het tweede van tien kinderen van Melencio Espinosa-Quizon, een scheepsmonteur en Salud Vera Quizon, een kleermaakster. In zijn jeugd werkte hij als verkoper van versnaperingen in een bioscoop. Door dit baantje had hij de gelegenheid ontelbaar veel films te kijken zonder entree te hoeven betalen.
Zelf begon hij zijn carrière als acteur tijdens de Japanse bezetting in de Tweede Wereldoorlog. Kort na de Tweede Wereldoorlog kreeg hij op 19-jarige leeftijd zijn eerste filmrol in Dugo at Bayan, een film van Fernado Poe sr.. In 1952 kwam hij onder contract bij Sampaguita Pictures, een van de grootste Filipijnse filmstudio's van die tijd. Zijn eerste film bij Sampaguita was 'Sa Isang Sulyap Mo, Tita', met Pancho Magalona en Tita Duran. Dolphy werd beroemd om zijn rol als homoseksueel in de film 'Jack en Jill' (1954) met Rogelio de la Rosa and Lolita Rodriguez.
Nadat zijn contract bij Sampaguita verliep, ging hij werken voor de televisie. Hij speelde in 1964 de hoofdrol in Buhay Artista, de eerste komedieserie van de Filipijnen uitgezonden door ABS-CBN. Naast zijn radio- en televisiewerk begon hij in 1965 zijn eigen productiebedrijf RVQ Productions.
Een van de meeste succesvolle producties waarin Dolphy speelde was 'John en Marsha'. Deze sitcom van Ading Fernando werd vanaf 1973 door RPN 9 op primetime uitgezonden. Andere sterren die erin speelden waren Nida Blanca, Dely Atay-Atayan en Maricel Soriano. De show liep tot 1990 en was de langstlopende en meestbekeken komedieserie van de Filipijnen.
In 1999 werd Dolphy door het Cultural Center of the Philippines (CCP) uitgeroepen tot een van de "100 meest invloedrijke artiesten van de Eeuw". In 2010 ontving hij van president Benigno Aquino III het "Grand Collar" (groot-keten) in de Orde van het Gouden Hart, de hoogst mogelijke onderscheiding voor een Filipijns burger.
Dolphy werd op 16 juni 2012 met spoed opgenomen in het Makati Medical Center vanwege COPD-klachten. Hoewel op enig moment verbetering in zijn situatie optrad is hij op 10 juli 2012 overleden.

## Persoonlijk
Dolphy was nooit getrouwd en had zeventien biologische kinderen uit relaties met zes verschillende vrouwen. Met actrice Gracia Dominguez kreeg hij zes kinderen en met de actrices Gloria Smith en Baby Smith kreeg hij ieder vier kinderen. Met Evangeline Tugalao, een verpleegster die hij bij een filmopname in het ziekenhuis ontmoette heeft hij een zoon. Uit een relatie met actrice Alma Moreno, die hij in 1981 ontmoette, heeft hij eveneens een zoon. Sinds de jaren 90 had hij een relatie met actrice en zangeres Zsa Zsa Padilla. Samen met haar had hij een biologische en een geadopteerde dochter.